# Arcovestia ivanovi
Arcovestia ivanovi — вид багатощетинкових кільчастих червів родини Погонофори (Siboglinidae). Абісальний вид, що мешкає навколо глибоководних гідротермальних джерел на заході Тихого океану біля берегів Фіджі на глибині понад 2000 м.